# Albrechtice nad Orlicí
Pour les articles homonymes, voir Albrechtice.
Albrechtice nad Orlicí (en allemand : Albrechtsdorf an der Adler) est une commune du district de Rychnov nad Kněžnou, dans la région de Hradec Králové, en République tchèque. Sa population s'élevait à 1 016 habitants en 2022.

## Géographie
Albrechtice nad Orlicí se trouve à 2 km au sud-ouest du centre de Týniště nad Orlicí dont elle est séparée par la rivière Orlice, à 16 km à l'ouest-sud-ouest de Rychnov nad Kněžnou, à 19 km à l'est-sud-est de Hradec Králové et à 117 km à l'est de Prague.
La commune est limitée par Týniště nad Orlicí au nord et à l'est, par Žďár nad Orlicí et Nová Ves au sud, et par Vysoké Chvojno à l'ouest.

## Histoire
La première mention écrite de la localité date de 1279.

## Galerie

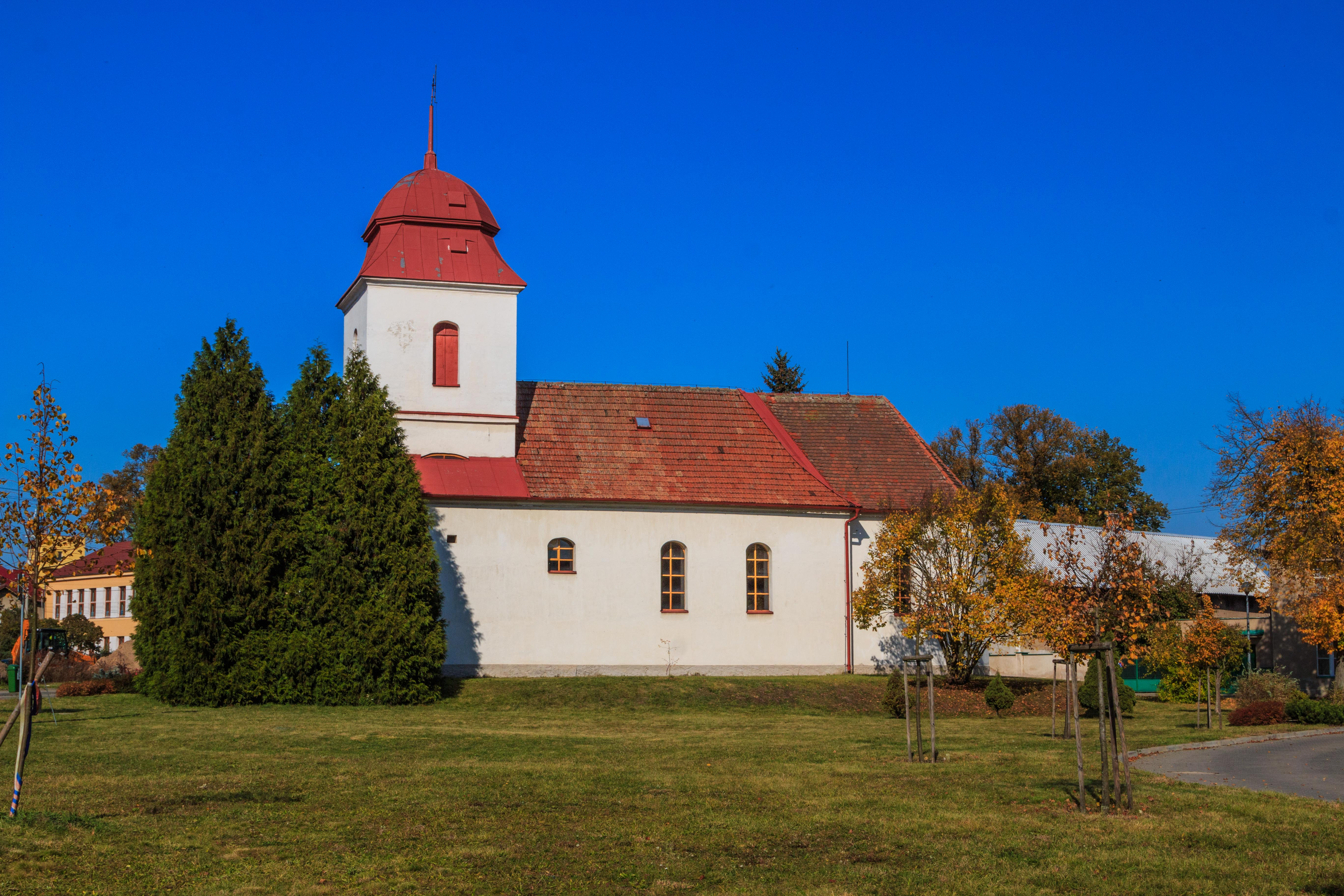
Église Saint-Jean Baptiste.
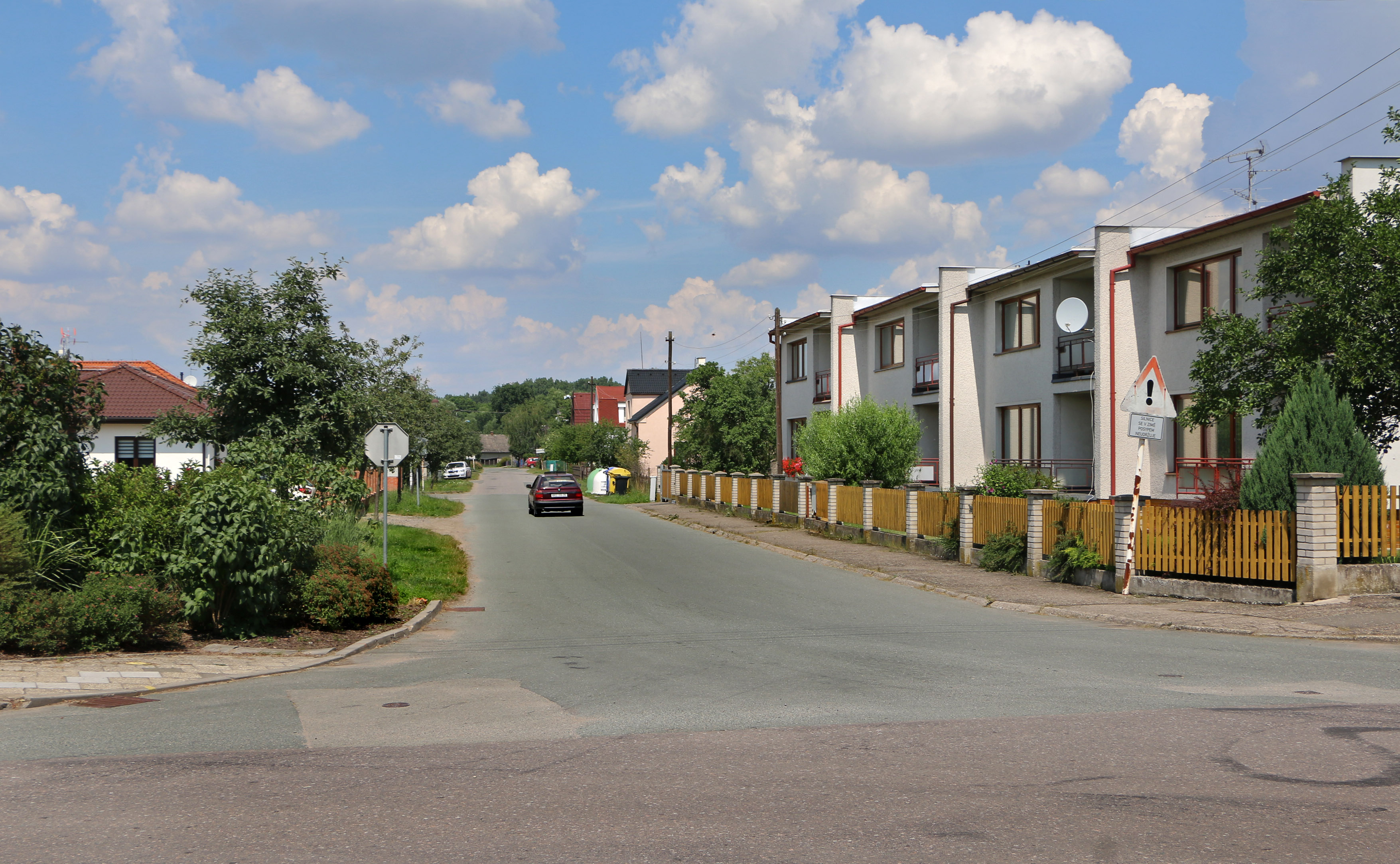
Rue Štěpánovská.

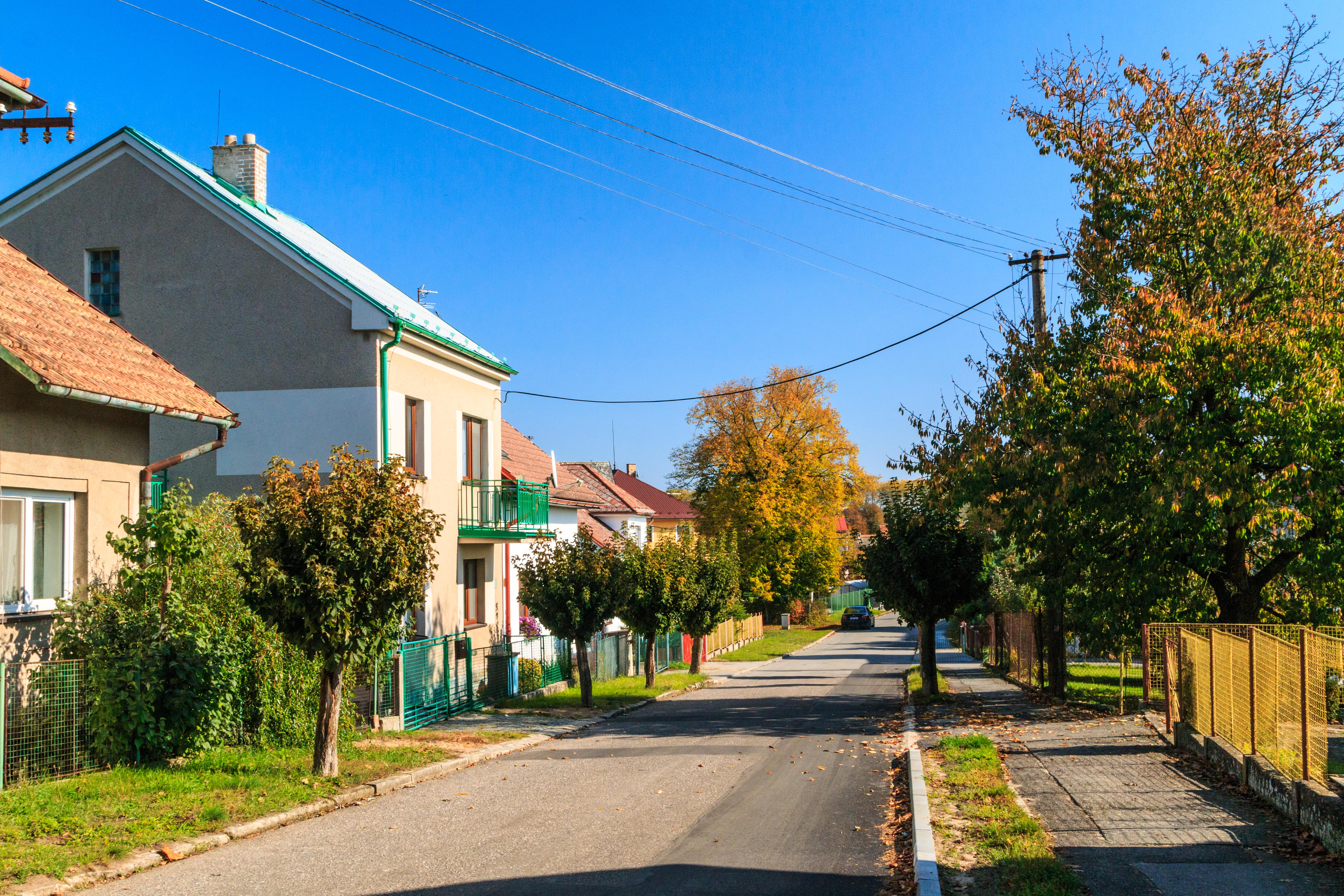
Rue Tyršova.
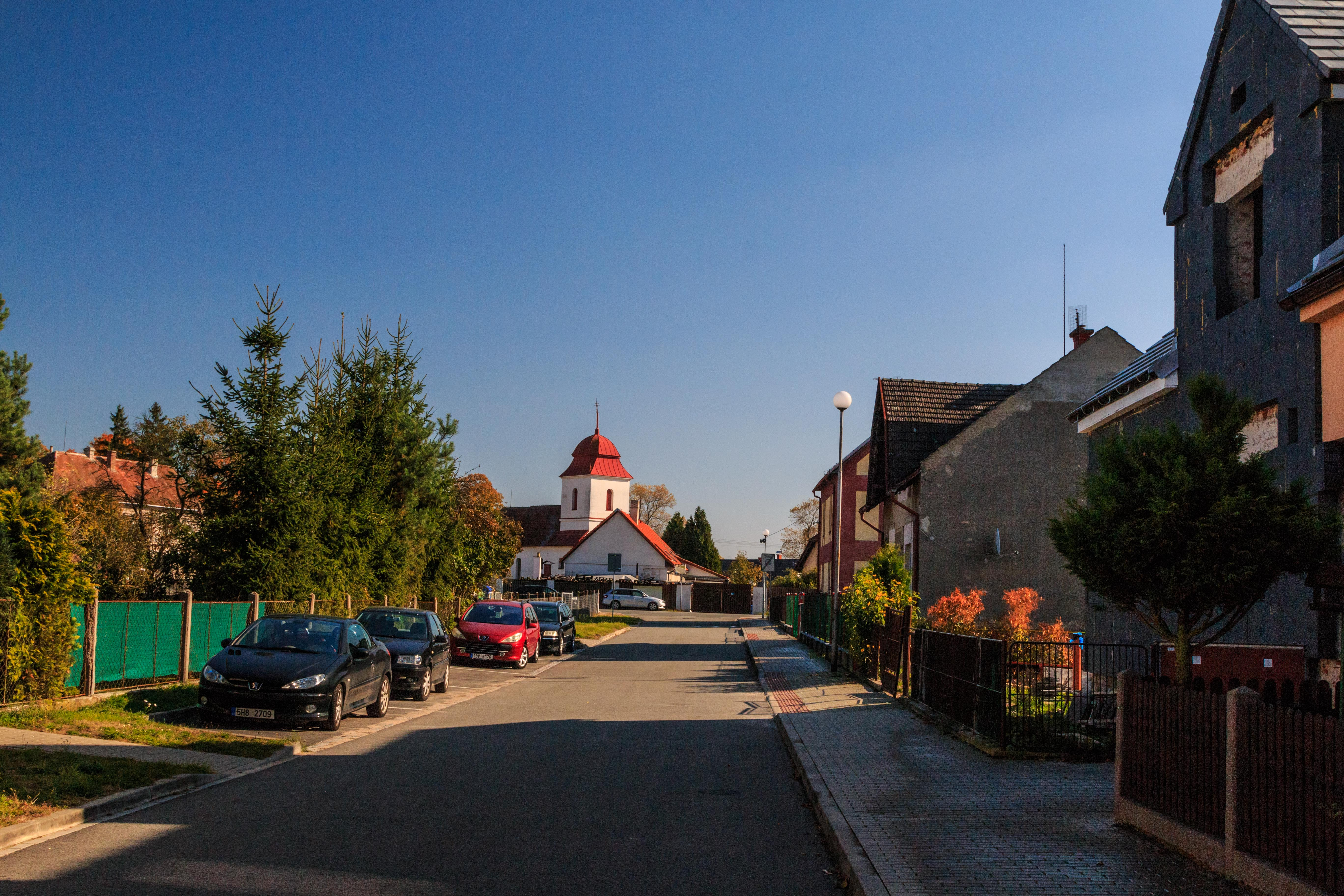
Rue Poštovní.

## Transports
Par la route, Albrechtice nad Orlicí se trouve à 13 km de Kostelec nad Orlicí, à 20 km de Rychnov nad Kněžnou, à 23 km de Hradec Králové et à 142 km de Prague. 

## Jumelage
- Wörgl (Autriche)